# Capela (ort i Brasilien, Sergipe, Capela, lat -10,50, long -37,05)
Capela är en ort i Brasilien.   Den ligger i kommunen Capela och delstaten Sergipe, i den östra delen av landet, 1 300 km nordost om huvudstaden Brasília. Capela ligger 165 meter över havet och antalet invånare är 16 023.
Terrängen runt Capela är huvudsakligen platt. Capela ligger uppe på en höjd. Capela är det största samhället i trakten.
Omgivningarna runt Capela är en mosaik av jordbruksmark och naturlig växtlighet. Runt Capela är det ganska tätbefolkat, med 65 invånare per kvadratkilometer.